# Ange Pechméja
Ange Pechméja (n. 1819, Saint-Céré, Lot – d. 1887, Saint-Céré, Lot) a fost un jurnalist, poet, scriitor și om politic francez.
Ca urmare a faptului că s-a opus loviturii de stat organizate de Louis-Napoléon Bonaparte în 1851, Ange Pechméja a fost deportat în Algeria, refugiindu-se în Belgia și apoi în provinciile danubiene al Imperiului Otoman, România și Turcia, de unde întreține o corespondență cu Gustave Flaubert, Théophile Gautier și Charles Baudelaire.
În România și-a petrecut 15 ani la București.
Aflat la București, Ange Pechméja a înființat, în 1860, o publicație efemeră, intitulată „La Roumanie”, care a dispărut după câteva numere.
Despre Ange Pechméja, polemist cu nerv și poet cu reale însușiri, a scris și Nicolae Iorga câteva rânduri în „Istoria Românilor prin călători”, semnalând, din întreaga lui activitate, numai nuvela autobiografică Rosalie. Aceasta fusese scrisă la București, în 1856, purtând închinarea „exulibus exul", dar a apărut la Paris, în 1860. O recenzie a cărții, cu titlul « Rosalie par Ange Pechméja » a fost publicată în La Voix de la Roumanie, I, nr. 10.
Ange Pechméja a făcut însă traduceri foarte bune ale unor poezii ale lui Vasile Alecsandri pe care le-a publicat în „La Voix de la Roumanie”, III, nr. 19 și „Le Pays Roumain”, III, nr. 16. Pe de altă parte, Dimitrie Bolintineanu, când era ministru, a refuzat „publicarea unor versuri franțuzești submediocre ale prof. A. Pechméja“.
După ce a expus câteva lucrări la Expoziția artiștilor în viață din anul 1870, Ange Pechméja care semna adesea cronica plastică în ziarul de limba franceză al lui Ulysse de Marsillac, a primit la rândul său o recenzie ironică:
“Domnul Pechméja, care nu este cunoscut decât prin frumoasele și spiritualele sale scrieri din La Voix de la Roumanie, a espus mai multe mici desenuri și acelea foarte originale. Cată însă să mărturisim că D. Pechméja mânuește mult mai bine pana decât penelul.”
La căderea celui de-al Doilea Imperiu Francez, Ange Pechméja s-a întors în Franța, unde a participat la fondarea ziarului « Le Républicain du Lot ».
Sursa de inspirație a poemelor sale este diversă: texte cu tendință ezoterică, cu accente din operele lui Baudelaire, Hugo și patriotice care reamintesc de epopeea napoleoniană, rămasă foarte vie în ținutul Lot, prin faptele de arme ale mareșalilor Murat și Bessières.
A rămas toată viața un luptător înflăcărat, ultima acțiune a sa fiind împotrivirea, în 1880, la demolarea castelului Montal.

## Scrieri
- Rosalie (nuvelă autobiografică), 1860[1]
- L'Œuf de Kneph (studiu ezoteric al primelor 12 numere și al originii alfabetului), 1864[1]